# Saved from the Titanic
Saved From the Titanic (traduzido literalmente para o  português como Salva do Titanic), e conhecido no Reino Unido como A Survivor From the Titanic (Uma Sobrevivente do Titanic, na tradução literal) foi um filme mudo de curta metragem, do gênero documentário, estreado a 14 de Maio de 1912. É protagonizado por Dorothy Gibson, uma sobrevivente do naufrágio do Titanic, e dirigido por Étienne Arnaud. O roteiro foi da própria Dorothy.
O filme foi realizado em menos de duas semanas, a preto e branco, mas com algumas cenas a cor. Hoje é considerado  perdido. As suas únicas cópias foram destruídas num incêndio nos Estúdios Éclair, em 1914.
Foi uma das primeiras produções a usar cor. Apesar de ter sido filmado a preto e branco na sua maioria, duas cenas foram gravadas em Kinemacolor: a cena em que Dorothy regressa para junto de seus pais depois de ser considerada morta e a cena final, em que o seu pai oferece a filha em casamento a um homem.

## Elenco
- Dorothy Gibson como ela mesma
- Alec B. Francis como Pai
- Julia Stuart como Mãe
- John G. Adolfi como Ens. Jack
- William R. Dunn como Amigo de Jack
- Guy Oliver como Amigo de Jack